# Маттиас, Бернд
Бернд Теодор Маттиас (англ. Bernd Theodor Matthias; 8 июня 1918 — 27 октября 1980) — американский физик немецкого происхождения, которому приписывают открытия сотен элементов и сплавов со сверхпроводящими свойствами. Говорят, что он обнаружил больше элементов и соединений со сверхпроводящими свойствами, чем любой другой ученый.
Член Национальной академии наук США (1965) и Американской академии наук и искусств (1965).

## Образование и карьера
Маттиас родился 8 июня 1918 года во Франкфурте, Германия. В 1943 году получил докторскую степень по физике в Федеральном технологическом институте в Цюрихе. В 1947 году он иммигрировал в США и начал работать в Bell Laboratories.
Он преподавал в Массачусетском технологическом институте и Чикагском университете, а затем в 1961 году поступил на физический факультет Калифорнийского университета в Сан-Диего. До конца своей карьеры он оставался в UCSD, проводя исследования и обучая студентов, которые в свою очередь стали выдающимися физиками. Наиболее известен своими работами по физике твердого тела и поведению вещества при экстремально низких температурах; он также сделал важную работу по сегнетоэлектричеству.
Совместно с Р. Бозортом открыл (1958) ферромагнетизм а соединениях Zr и Zn2.
Маттиас также был членом оборонной консультативной группы JASON.

## Награды
- Премия Оливера Э. Бакли по конденсированным материалам в 1970 году.[3]
- Премия Джеймса Макгродди за новые материалы в 1979 году.[8]

## Признание
Калифорнийский университет в Сан-Диего имеет специальную кафедру физики, названную в его честь; кафедру физики Бернда Т. Маттиаса в настоящее время занимает М. Брайан Мэйпл, который получил докторскую степень при Маттиасе.
Премия Бернда Т. Маттиаса за сверхпроводящие материалы (учреждена в 1989 году), присуждается ежегодно на конференции M2S (Материалы и механизмы сверхпроводимости) за признание инновационного вклада в материальные аспекты сверхпроводимости. Премия была первоначально спонсирована Bell Labs; с 2000 года его спонсирует Техасский центр сверхпроводимости при университете Хьюстона, директором-основателем которого является Пол Чу Чу, бывший студент Маттиаса.